# Amaranthus acanthochiton
Amaranthus acanthochiton är en amarantväxtart som beskrevs av Friedrich Fritz Ludwig Ferdinand Sauer. Amaranthus acanthochiton ingår i släktet amaranter, och familjen amarantväxter. Inga underarter finns listade i Catalogue of Life.